# Leandra circumscissa
Leandra circumscissa är en tvåhjärtbladig växtart som beskrevs av Célestin Alfred Cogniaux. Leandra circumscissa ingår i släktet Leandra och familjen Melastomataceae. Inga underarter finns listade i Catalogue of Life.